# Synagoge (Toul)

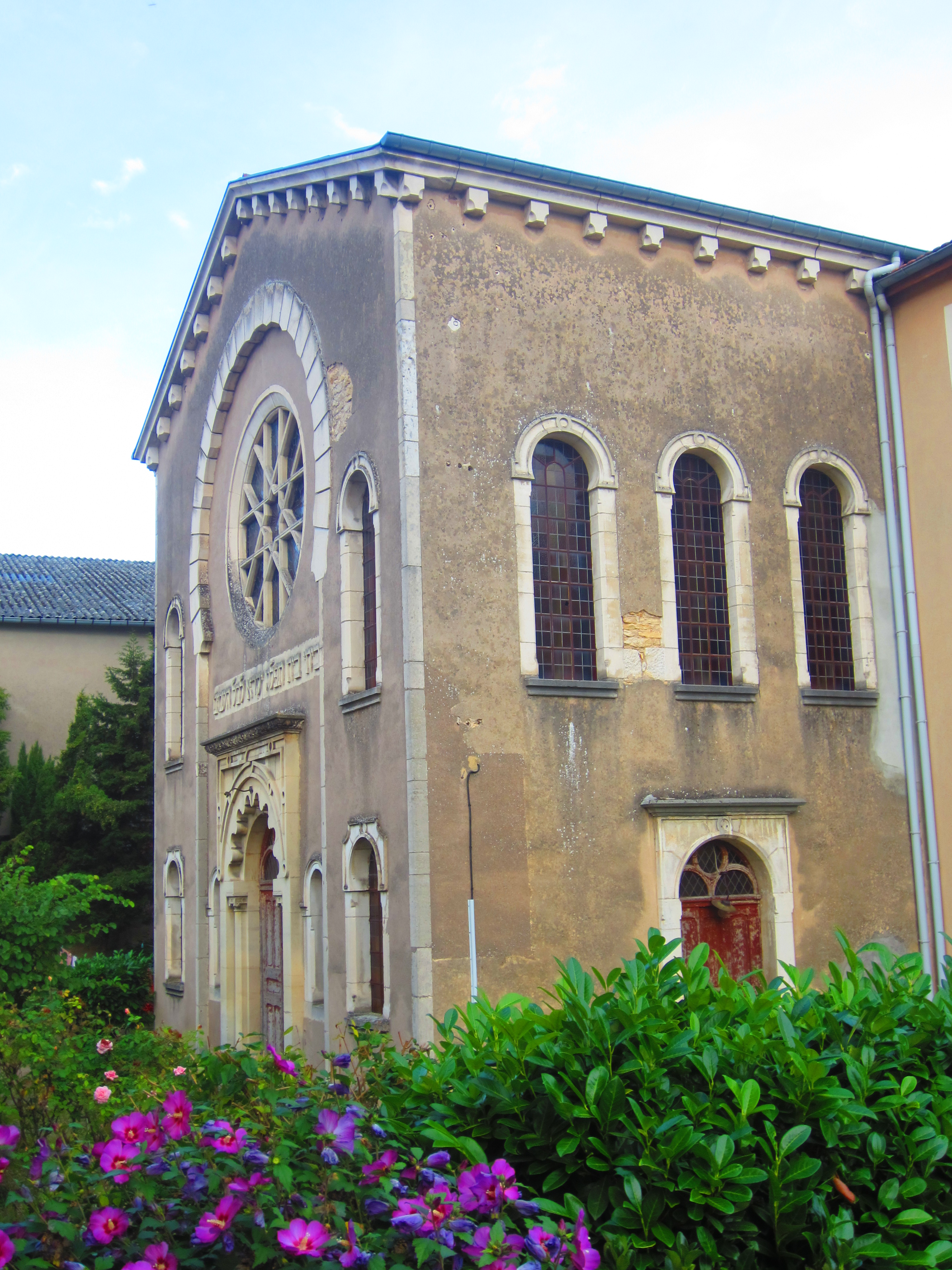
Synagoge in Toul

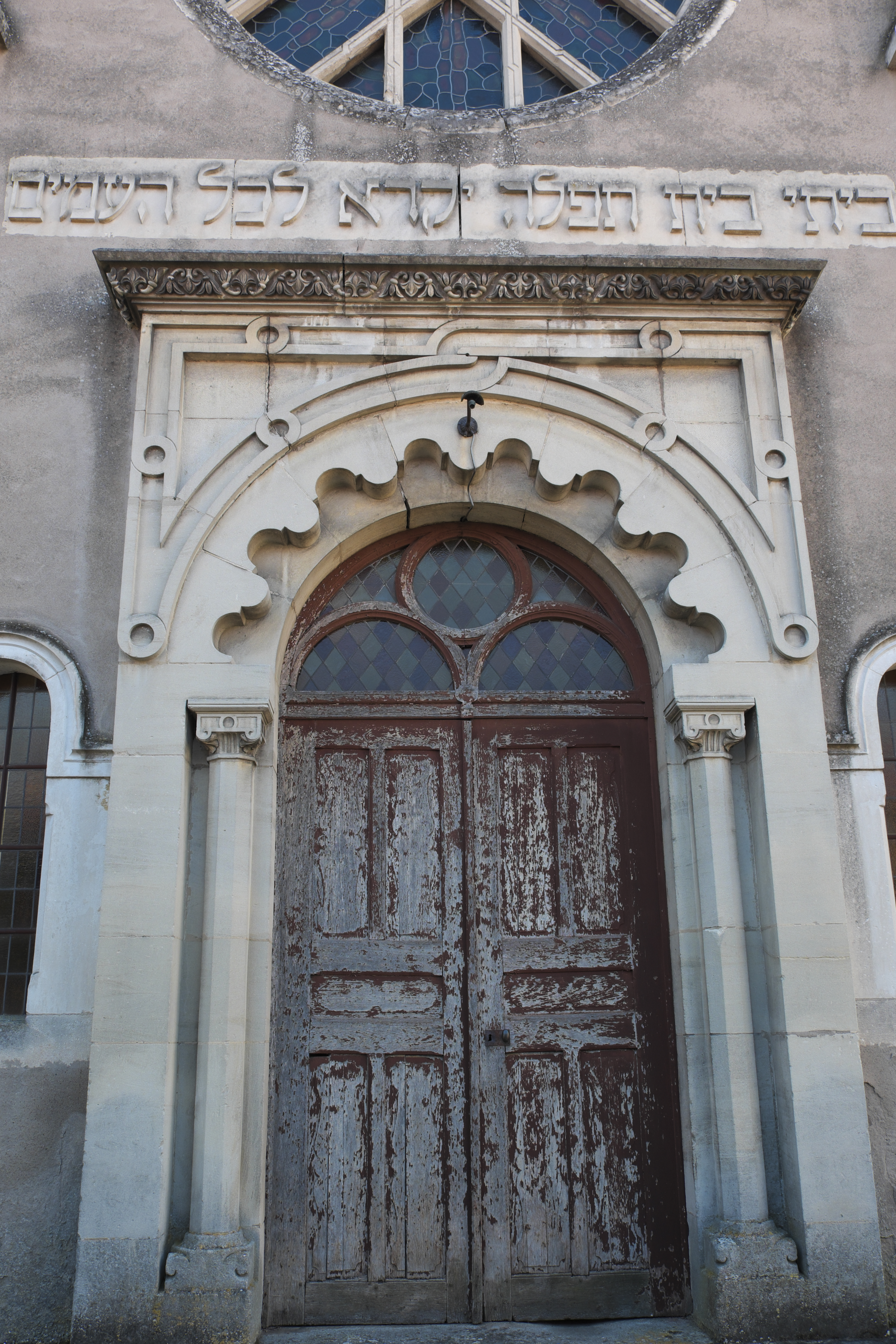
Portal und Inschrift

Die Synagoge in Toul, einer französischen Stadt im Département Meurthe-et-Moselle in der historischen Region Lothringen, wurde um 1812 errichtet. Die Synagoge an der Nr. 15, rue de La Halle ist seit 1996 als Baudenkmal (Monument historique) geschützt. Die jüdische Gemeinde in Toul hatte in der ersten Hälfte des 19. Jahrhunderts etwa 500 Mitglieder, wobei die Stadt Toul circa 7500 Einwohner zählte.
Der Toraschrein und die Gesetzestafeln sind noch im Inneren der Synagoge erhalten. Seit Jahrzehnten wird die Synagoge nicht mehr für den Gottesdienst genutzt.

## Weblinks

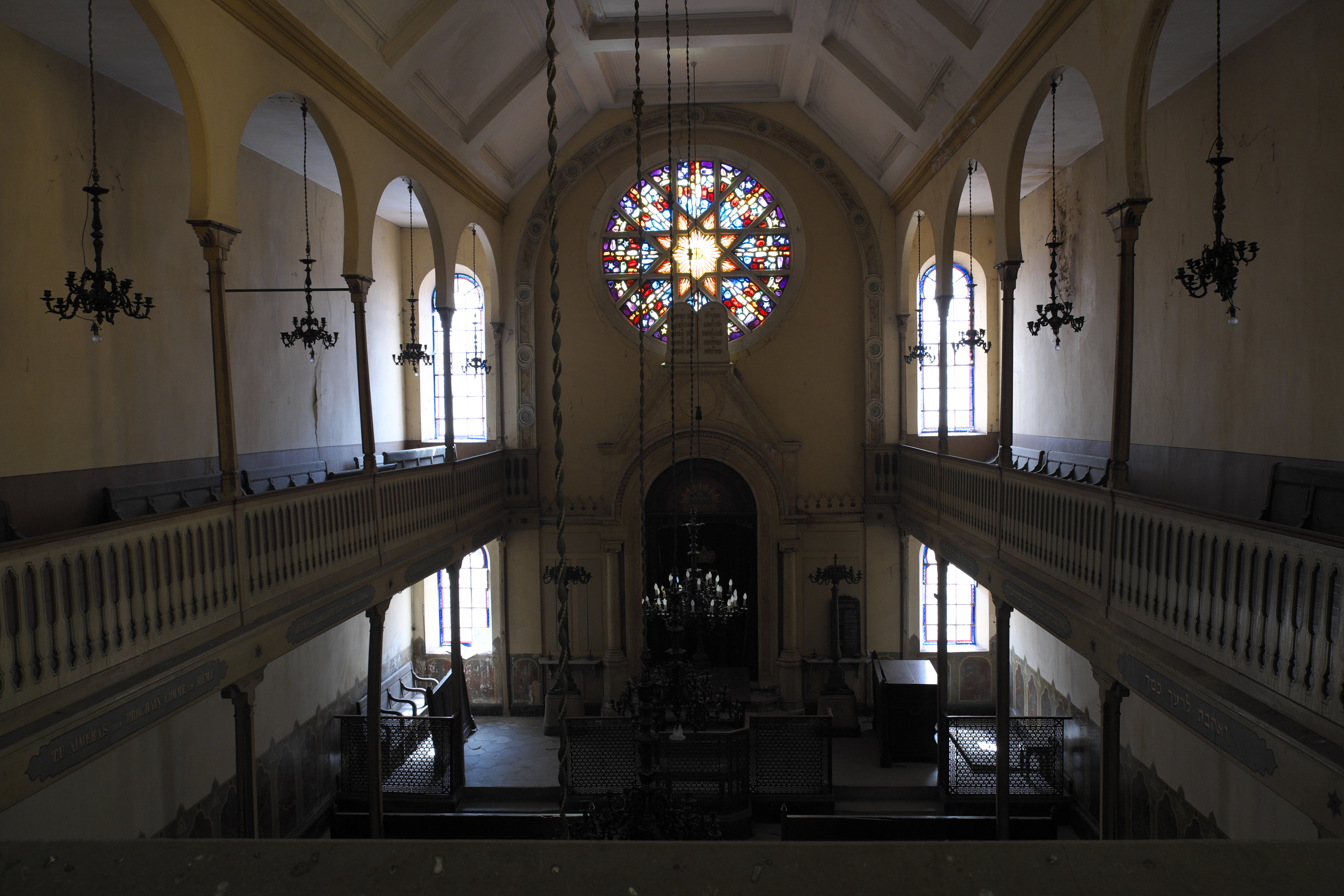
Innenansicht
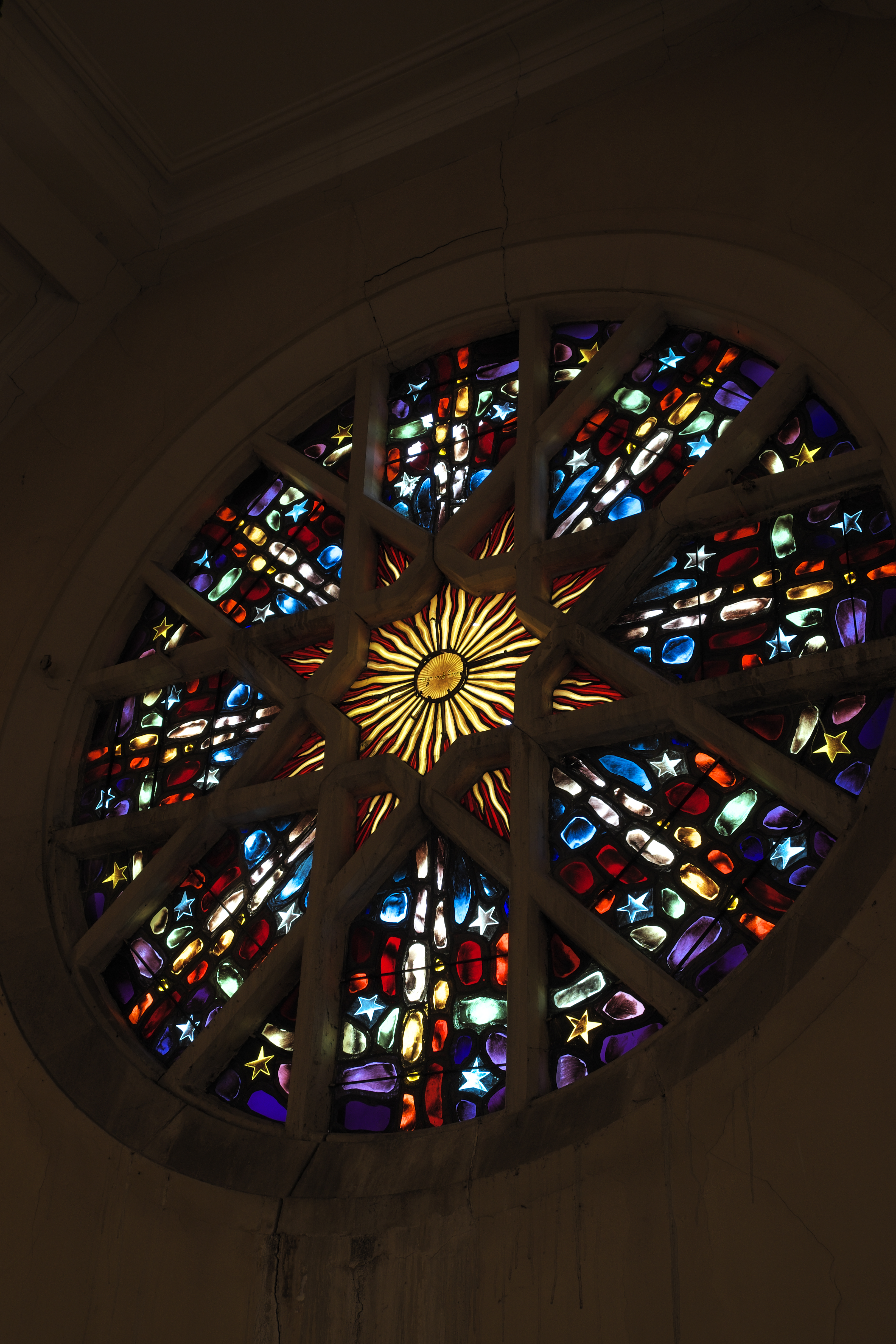
Rosette
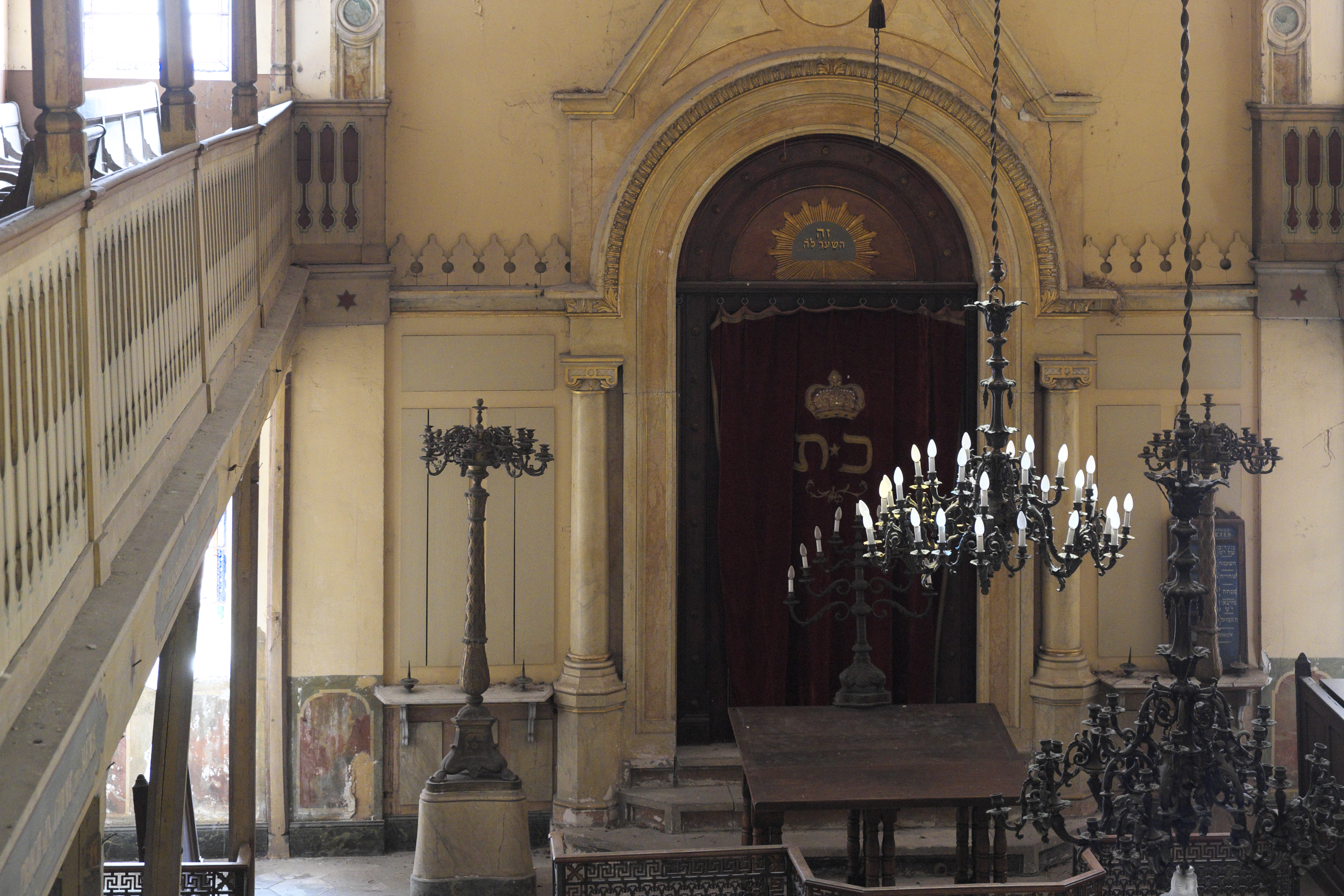
Thoraschrein
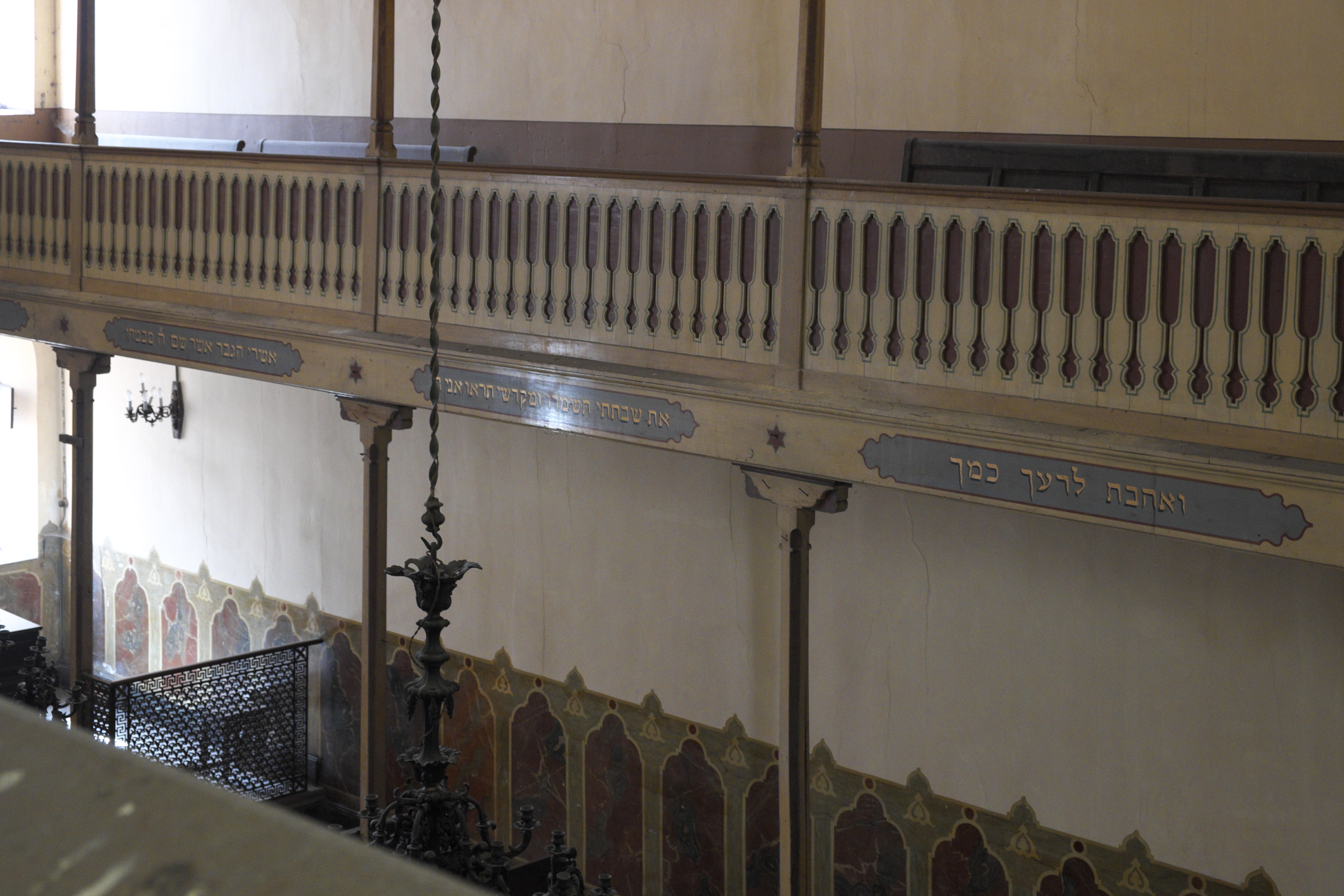
Empore